# Huerta de Monroy
Huerta de Monroy es un barrio de Albacete (España) situado al sur de la ciudad. Alberga la Lonja de Albacete. Muy cerca del barrio se ubica la Ciudad Deportiva Andrés Iniesta.

## Geografía
El barrio está situado al sur de la ciudad de Albacete, entre la carretera de Murcia al este y la avenida de España al oeste. Limita al norte con el barrio de la Lonja (Hoya de San Ginés).

## Características
El barrio está compuesto por numerosas viviendas y parcelas, algunas de ellas de gran lujo. Tiene su acceso tanto por la carretera de Murcia, junto a la lonja, como por la prolongación de la avenida de España, junto a la Ciudad Deportiva Andrés Iniesta.

## Lonja de Albacete
Huerta de Monroy alberga la Lonja de Albacete, que constituye un centro de abastecimiento masivo del comercio minorista y actúa como un centro informativo de precios para los principales productos agropecuarios de la zona. Su historia se remonta a 1977 y su área de influencia se extiende más allá de los límites provinciales, y regionales, puesto que es una de las principales lonjas del país, especialmente referente en productos como el vino, el sector ovino y en cereales, leguminosas y oleaginosas.

## Transporte
Ninguna línea de autobús urbano transcurre dentro de los límites del barrio, si bien las siguientes líneas tienen paradas en lugares aproximados:
| Línea | Trayecto                                                  | Recorrido                                                         | Frecuencia    |
| ----- | --------------------------------------------------------- | ----------------------------------------------------------------- | ------------- |
|       | Campus UCLM - Barrio de Vereda                            | Recorrido Archivado el 1 de noviembre de 2014 en Wayback Machine. | 12-18 minutos |
|       | Campus UCLM - Hospital Universitario del Perpetuo Socorro | Recorrido Archivado el 22 de febrero de 2014 en Wayback Machine.  | 12-18 minutos |